# Ingrid Köppe

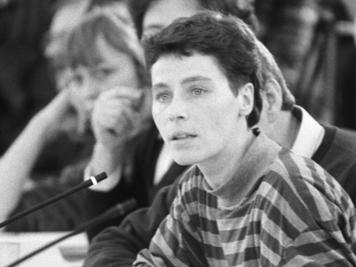
Zentraler Runder Tisch in Berlin mit Ingrid Köppe, 1990

Ingrid Köppe (* 6. März 1958 in Ost-Berlin) ist eine deutsche Bürgerrechtlerin und ehemalige Politikerin (Neues Forum).

## Leben
Ingrid Köppe legte ihr Abitur im Jahre 1976 ab und nahm ein Lehrerstudium (Russisch und Deutsch) an der Pädagogischen Hochschule Güstrow auf, welches sie später abbrach. Sie verweigerte die Zustimmung zur Ausbürgerung Wolf Biermanns und arbeitete als Bibliothekarshelferin. Zwischen 1978 und 1981 studierte sie an der Fachschule für Bibliothekare in Leipzig. Danach nahm sie eine Zeitlang eine Stellung als Bibliothekarin an. Sie beteiligte sich 1983/1984 an Aktionen gegen die nukleare Aufrüstung des Warschauer Paktes und nahm an Protesten gegen die Fälschungen der Kommunalwahl 1989 teil.
Im September 1989 engagierte sich Köppe im Neuen Forum zusammen mit anderen Bürgerrechtlern wie Bärbel Bohley, Reinhard Schult, Rolf Henrich. Sie wurde zur Sprecherin des Neuen Forums am Zentralen Runden Tisch gewählt. Im Januar 1990 gehörte sie zu den Besetzern des Stasi-Archivs. Sie war Patin eines besetzten Hauses in Berlin 1990. Sie sprach sich 1990 gegen ein Verbot der Nationalen Alternative aus, da das Problem nur in den Untergrund gedrängt werde. Sie war Mitglied im Redaktionsbeirat der Zeitung Die Andere.
Köppe unterschrieb 1991 den Aufruf „Kein dritter Weltkrieg! – Wir Frauen fordern, dass die Mehrheit dieser Welt zu Wort kommt.“ und rief zur totalen Kriegsdienstverweigerung auf. Im Jahre 1991 wandte sie sich gegen die Gründung von Bündnis 90 und forderte stattdessen ein eigenständiges Neues Forum. Sie protestierte 1991 gegen die Übernahme von ehemaligen Stasi- und Polizeikräften durch den Bundesgrenzschutz.
Nach der Bundestagswahl 1990 war Köppe bis 1994 für die Listenvereinigung Bündnis 90/Grüne Mitglied des Deutschen Bundestages, wo sie innenpolitische Sprecherin der Bundestagsgruppe wurde. Sie brachte einen Entwurf zum Stasi-Unterlagen-Gesetz ein und arbeitete im Untersuchungsausschuss zur Aufklärung der Vorgänge um die Organisation „Kommerzielle Koordinierung“ (KoKo) mit. Ihr als „geheim“ eingestufter Abschlussbericht gelangte erst 1994 an die Öffentlichkeit. Daraufhin wurde ein Ermittlungsverfahren wegen „Verdachts der Verletzung einer besonderen Geheimhaltungspflicht“ gegen sie eingeleitet, das jedoch eingestellt wurde.
Im Jahre 1993 forderte Köppe die Abschaffung der bundesdeutschen Nachrichtendienste. Sie stimmte 1993 gegen die Änderung des Asylrechts-Artikels 16 des Grundgesetzes. Als einzige Bürgerrechtlerin lehnte Köppe 1995 die Annahme des Bundesverdienstkreuzes ab, weil sie der Meinung war, dass die geplante Auszeichnung „im Gegensatz zur realen Geringschätzung der Anliegen der Bürgerbewegung in der Bundesrepublik Deutschland“ stehe.
Nach ihrem Ausscheiden aus dem Deutschen Bundestag studierte sie Rechtswissenschaft an der Europa-Universität Viadrina in Frankfurt (Oder) und arbeitet heute als Rechtsanwältin in Wriezen in Brandenburg.

## Fernseh-Dokumentation
- Zur Person. Ingrid Köppe im Interview mit Günter Gaus, Fernsehen der DDR, Ausstrahlung am 6. März 1990.